# Cinespañol
Cinespañol ist eine Filmtournee mit Festival-prämierten Filmen aus Lateinamerika und Spanien, die seit 2011 in Deutschland, Österreich und der Schweiz in etwa 50 Kinos jährlich von schätzungsweise 20.000 Besuchern gesehen wird. Alle Filme werden in der spanischen Originalfassung mit deutschen Untertiteln gezeigt. Die Tournee wurde vom Filmverleih Cine Global gegründet. Es wird von der Botschaft von Spanien, vom Instituto Cervantes sowie vom deutschen Spanischlehrerverband gefördert.
Cinespañol dient vielen lateinamerikanischen und spanischen Regisseuren als Plattform für den europäischen Markt. Es wurde auf dem Filmfestival Locarno 2012 der Öffentlichkeit als neue Filmauswertungsmöglichkeit präsentiert, mit der auch kleinere Filme ihr Zielpublikum erreichen können. 
Zu den bisher gezeigten spanischen Filmen zählen 18 comidas, Camera Obscura, Carmina o Revienta & Torrente 4, aus Argentinien kommen De Martes a Martes, El Nido Vacío, Escuela Normal, La suerte en tus manos & Tiempos Menos Modernos, aus Kolumbien Jardin de Amapolas, aus Kuba Personal Belongings, aus Ecuador Pescador, aus Guatemala Puro Mula, aus Bolivien Zona Sur und aus Mexiko Abel.
Speziell für Schulen wurde das Programm Cinescolar entwickelt, bei dem Lehrer auch Zugriff auf pädagogisches Begleitmaterial haben.